# Gemeenschapsgradiënt
Een gemeenschapsgradiënt (coenocline) is een ecologisch begrip dat de geleidelijke overgang in soortensamenstelling in een transsect (doorsnede) van de ene naar de andere levensgemeenschap aangeeft. Bij het doorlopen van dit transsect verandert daarbij de soortensamenstelling: soorten kunnen verdwijnen of erbij komen of in populatiedichtheid veranderen. De lengte van de gradiënt wordt bepaald aan de hand van grootte van de verandering in soortensamenstelling (toe- en afnames van de abundanties van de soorten) langs de gradiënt.

## Ecologische gradiënt
Een gemeenschapsgradiënt gaat gewoonlijk samen met, en wordt veroorzaakt door een of meer ecologische gradiënten. Ecologische gradiënten zijn geleidelijke overgangen tussen twee ecotopen die verschillen wat betreft de abiotische of biotische milieufactoren. Voorbeelden van ecologische gradiënten zijn verschillen in hoogteligging in de bergen, in overspoelingsduur op de kwelders, of gradiënten in kalkgehalte van de bodem.

## Voorbeelden
Een in het veld goed herkenbaar voorbeeld van een gemeenschapsgradiënt vormt de geleidelijke overgang van de slikken via de lage kwelder naar de hoge kwelder en naar de duinen (bij niet-ingedijkte gebieden), waarbij de soorten van de (lage) kwelders verdwijnen en de duinsoorten verschijnen. De ecologische gradiënt (de zoutgradiënt op kwelders, die samengaat met een verschil in overspoelingsduur en -frequentie met zout water, mede afhankelijk van de hoogte van de kwelder) kan daarbij goed worden afgelezen aan de floristische samenstelling van de vegetatie, die daar een gemeenschapsgradiënt vormt. 
Een ander voorbeeld is te vinden bij de overgang van bos, via bosrand, bosmantel en zoom naar grasland, waarin geleidelijk de bossoorten verdwijnen, soorten van boszomen verschijnen en daarna plaatsmaken voor ruigtesoorten en graslandsoorten:
Nog een voorbeeld is de vegetatiezonering op verschillende hoogten in een berggebied. Er zijn meestal duidelijke zones te herkennen van de lagere naar de hogere bergen: 

## Ordinatietechnieken
Het onderzoek aan ecologische en gemeenschapsgradiënten is de aanzet geweest tot het veelvuldig toepassen van (multivariate gradiëntanalyse) ordinatietechnieken, zoals correspondentieanalyse. 
Bij niet te korte gemeenschapsgradiënten is voor de aangetroffen soorten vaak een voorkeursgebied aan te wijzen waar deze het best (maximaal) ontwikkeld zijn. Het optimum voor de betreffende soort is de plaats op de gemeenschapsgradiënt waar de soort maximaal is ontwikkeld. Zo viel het bij voorbeeld in de bergen op dat bepaalde soorten bij voorkeur voorkomen in een bepaalde zone.
De lengte van een gemeenschapsgradiënt kan bijvoorbeeld bepaald worden door middel van detrended correspondence analysis, en wordt dan uitgedrukt in standaardafwijking (SD) . Als de lengte van de gemeenschapsgradiënt 4 SD is of meer is is de kans op gemeenschappelijke soorten tussen het begin en het einde van de gradiënt zeer klein.